# Gare de Ham-en-Artois
Pour les articles homonymes, voir Gare de Ham.
La gare de Ham-en-Artois est une gare ferroviaire française de la ligne d'Arras à Dunkerque-Locale, située sur la commune de Ham-en-Artois, dans le département du Pas-de-Calais, en région Hauts-de-France.
C'est une halte voyageurs de la Société nationale des chemins de fer français (SNCF), desservie par des trains TER Hauts-de-France.

## Situation ferroviaire
Établie à 21 mètres d'altitude, la gare de Ham-en-Artois est située au point kilométrique (PK) 246,028 de la ligne d'Arras à Dunkerque-Locale, entre les gares de Lillers et d'Isbergues.

## Service des voyageurs

### Accueil
Halte SNCF, c'est un point d'arrêt non géré (PANG) à accès libre.

### Desserte
Ham-en-Artois est desservie par des trains TER Hauts-de-France qui effectuent des missions, entre les gares d'Arras et d'Hazebrouck.

### Intermodalité
Un parking pour les véhicules y est aménagé.